# Saint-Méen-le-Grand
Saint-Méen-le-Grand (bret. Sant-Meven) – miejscowość i gmina we Francji, w regionie Bretania, w departamencie Ille-et-Vilaine.
Według danych na rok 1990 gminę zamieszkiwało 3729 osób, a gęstość zaludnienia wynosiła 205 osób/km² (wśród 1269 gmin Bretanii Saint-Méen-le-Grand plasuje się na 126. miejscu pod względem liczby ludności, natomiast pod względem powierzchni na miejscu 555.).